# Palais de la Banque d'Italie (Florence)
Pour les articles homonymes, voir Palais de la Banque d'Italie (homonymie).
Le palais de la Banque d'Italie à Florence (en italien, Palazzo della Banca d'Italia) est situé aux 37/39 de la Via dell'Oriuolo. C'est un édifice néo-Renaissance. 

## Histoire et description
Le bâtiment qui abrite aujourd'hui la Banque d'Italie (1893) à Florence a été construit entre 1865 et 1869 par la Banque nationale du royaume d'Italie (1867), anciennement la Banque nationale des États sardes (1849), afin de transférer la direction générale de Turin à Florence, devenue la nouvelle capitale du royaume d'Italie le 3 février 1865 (17 mars 1861). 
Le bâtiment du XIXe siècle destiné à abriter l'administration centrale et le siège à Florence de la Banca Nazionale Sarda, nommée en 1867 la Banque nationale du royaume d'Italie, a été commandé avec la demande explicite de caractéristiques bien spécifiées et méticuleusement rapportées dans le programme élaboré par la banque elle-même, dont les pierres angulaires étaient censées représenter la solidité, la sévérité, la sobriété. 

## Chronologie des administrateurs
- Antonio Monghini, 1865-1867, Banque nationale des États sardes
- Luigi Alberto Pellas, 1867-1892, Banque nationale du royaume d'Italie
- Pompeo Rizzi, 1892-1893
- Pietro Coppi, 1893-1896, Banque d'Italie
- Clemente Ascoli, 1896-1913
- Giovanni Carloni, 1913-1928
- Antonio Ghislotti, 1928-1929
- Tiziano Trevisan, 1929-1946
- Luigi Bernasconi, 1946-1948
- Giovanni Chima, 1948-1949
- Giuseppe Moccia, 1949-1951
- Giovanni Maria Comin, 1951-1954
- Pietro De Luca, 1954-1956
- Mario Buttiglione, 1956-1961
- Alessandro Pilotto, 1961-1966
- Raimondo Palermo, 1966-1970
- Roberto Paolillo, 1970-1974
- Pietro Venturini, 1974-1975
- Francesco Picotti, 1975-1976
- Giuseppe Ughi, 1976-1977
- Giulio Cesare Mazzi, 1977-1982
- Giovanni Marcello, 1982-1986
- Corrado Bongiorno, 1986-1993
- Umberto Barillà, 1993-1997
- Michele Bonaduce, 1997-2000
- Roberto Pepe, 2000-2004
- Roberto Cagnina, 2004-2007
- Agostino Ardissone, 2007-2011
- Vincenzo Umbrella, 2011-2015
- Luisa Zappone, 2015-2017
- Mario Venturi, 2017 [1].

## Images

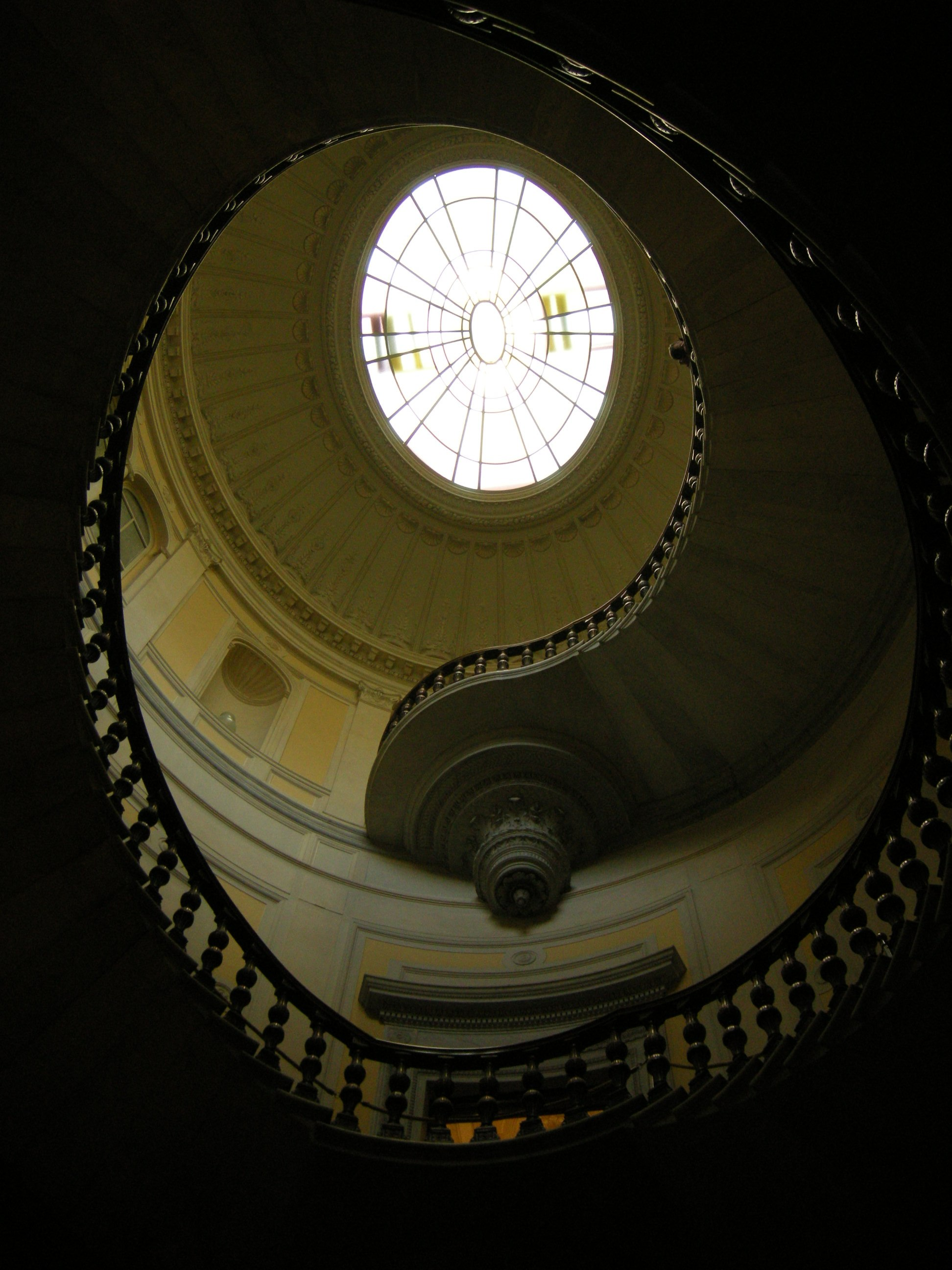
L'escalier monumental.
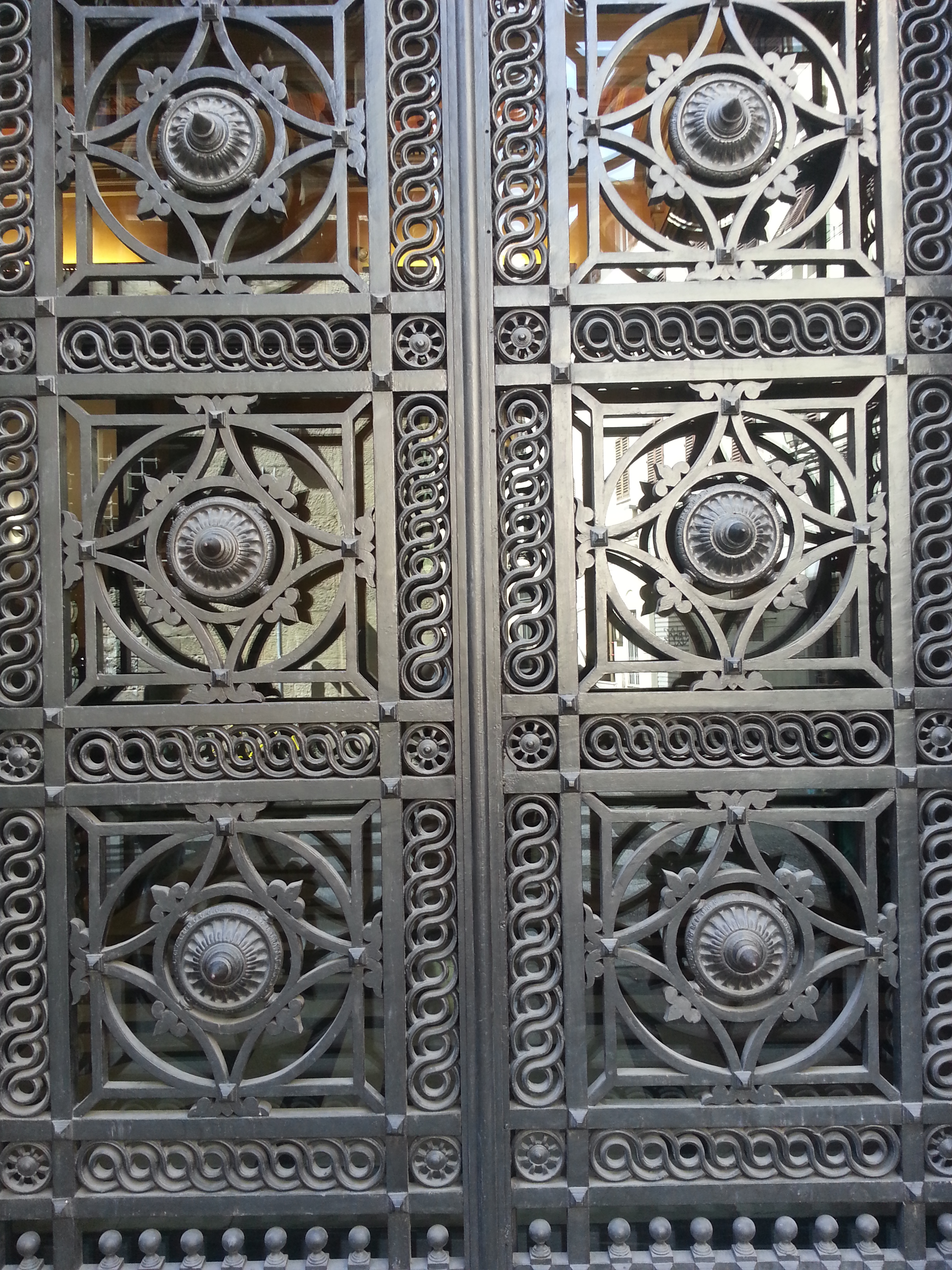
Porte droite du Palais sur la Via dell'Oriuolo 39.